# Rannu kommun
Rannu kommun (estniska: Rannu vald) är en kommun i landskapet Tartumaa i sydöstra Estland. Kommunen ligger ungefär 150 kilometer sydost om huvudstaden Tallinn och består av ett flertal byar med tillsammans 1 820 invånare (2006). Byn Vallapalu är kommunens centralort.
Här fanns sedan 1288 en borg som förstördes 1558 under Livländska kriget.
Jordbruket kännetecknas av mjölkproduktion och odling av raps.

## Geografi
Rannu kommun ligger öster om sjön Võrtsjärv där strandlinjen vid vissa ställen är 8 meter hög.

### Karta

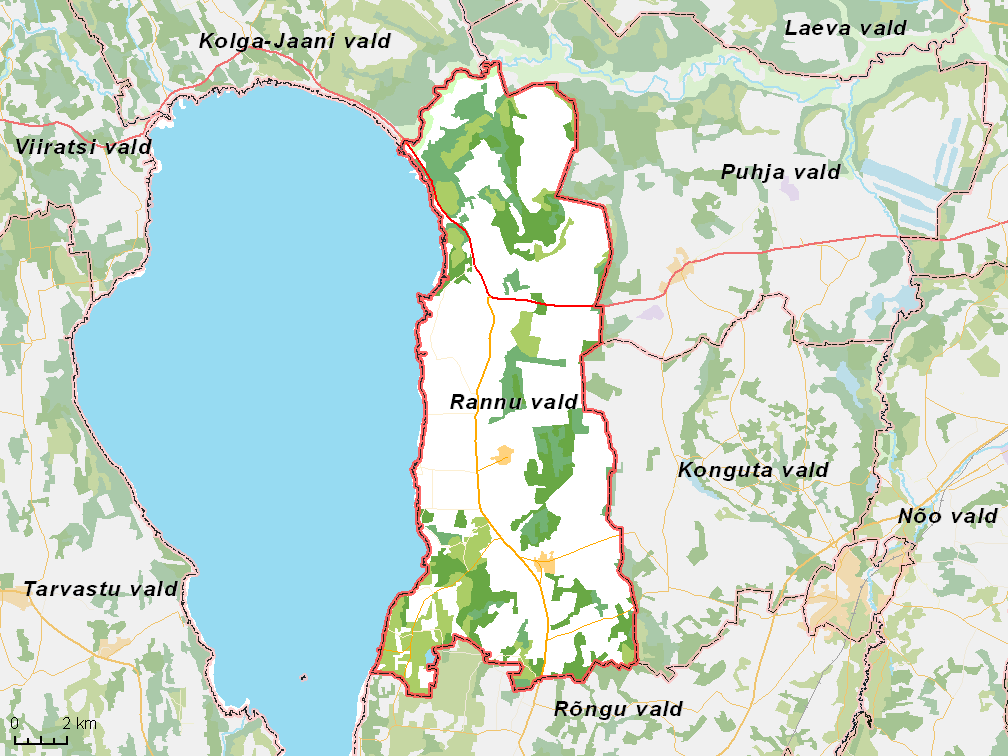
Översiktlig karta över kommunen.

### Klimat
Trakten ingår i den hemiboreala klimatzonen. Årsmedeltemperaturen i trakten är 2 °C. Den varmaste månaden är juli, då medeltemperaturen är 18 °C, och den kallaste är februari, med −12 °C.

## Orter
I Rannu kommun finns två småköpingar och 17 byar.

### Småköpingar
- Kureküla
- Rannu

### Byar
- Ervu
- Järveküla
- Kaarlijärve
- Kipastu
- Koopsi
- Kulli
- Neemisküla
- Noorma
- Paju
- Sangla
- Suure-Rakke
- Tamme
- Utukolga
- Vallapalu
- Vehendi
- Verevi
- Väike-Rakke